# عربی جبلی
عربی جبلی یکی از گویش‌های پیشاهلالی عربی است که در کوه‌های شمال غرب مراکش در غرب و جنوب ریف توسط قبایل شریفیان، بربر و موریسکو تکلم می‌شود. واژهٔ جبلی به معنای «کوهی» است.
جبلی به شدت از بربری تأثیر پذیرفته‌است؛ دستور زبان جبلی بیشتر طبق بربری است درحالی که واژگان آن عربی هستند. همچنین وام‌واژه‌های اسپانیایی فراوانی بدین گویش وارد شده‌اند.